# Xã Gum Pond, Quận Arkansas, Arkansas
Xã Gum Pond (tiếng Anh: Gum Pond Township) là một xã thuộc quận Arkansas, tiểu bang Arkansas, Hoa Kỳ. Năm 2010, dân số của xã này là 9.220 người.